# بودالا، نیو ساوت ولز
بودالا (به انگلیسی: Bodalla) یک شهرک در استرالیا است که در نیو ساوت ولز واقع شده‌است.